# 松坂屋ストア
- イオングループ > ピーコックストア > 松坂屋ストア
- J.フロントリテイリング > 松坂屋 > 松坂屋ストア

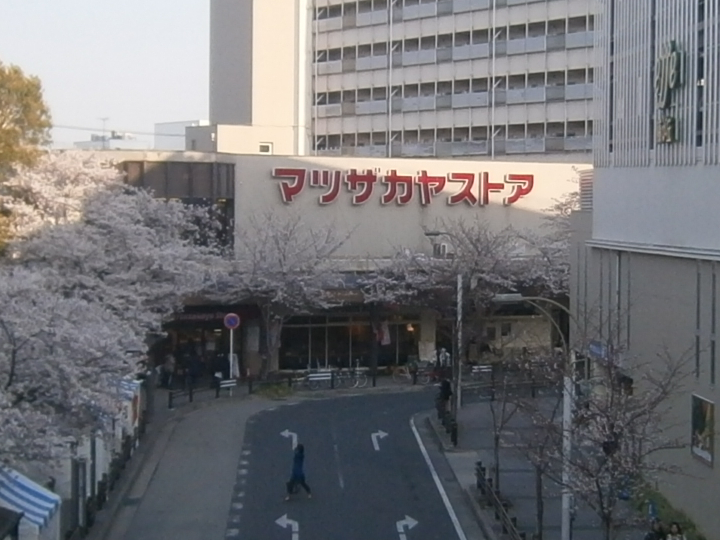
松坂屋ストア藤が丘店（2012年（平成24年）4月）。2013年（平成25年）に「ピーコックストア」、2014年（平成26年）に「マックスバリュ」に屋号変更している。

松坂屋ストア（まつざかや - 、マツザカヤストア、英称：Matsuzakaya Store）は、かつて存在した日本のスーパーマーケットチェーン。大手百貨店・松坂屋系列のスーパーマーケットとして展開していた。

## 概要
大手の百貨店である松坂屋系列のスーパーマーケットとして、店舗を展開。
横浜松坂屋の業績不振が続いたため、1995年（平成7年）に株式会社関東松坂屋ストアが株式会社横浜松坂屋ストアを買収。
2007年（平成19年）に、親会社である松坂屋ホールディングスと大丸が経営統合し、持株会社・J.フロント リテイリングが発足。
2008年（平成20年）9月1日には大丸系列のスーパーマーケットである株式会社大丸ピーコックと、前述の松坂屋ストアを経営する3社が合併し、株式会社ピーコックストアとなった。
それに伴い、物流や情報システムなどの業務を共通化して合理化を進めるとともに、同月4日に洋光台店を改装して新店名ピーコックストアとして新装開店するなど、改装時に店名変更を進めていくことになった。
経営統合後も、グループ内でのスーパー事業は不振が続いたため、2013年（平成25年）4月にイオンに全株式を売却されて商号をイオンマーケット株式会社に変更した。
それに伴い、店名も変更されることになった。
なお愛知県の店舗のうち残存6店舗は、のちの2014年（平成26年）4月にイオンマーケットからマックスバリュ中部（名古屋市）へ譲渡されている（店舗名もマックスバリュに変更）。

## 沿革

### 関東の沿革
- 1959年（昭和34年）
  - 6月6日 - 株式会社サカエストアを設立[1]。
  - 6月 - 大岡山店を開店[15]。
- 1962年（昭和37年）9月14日 - 株式会社イリクストアーを設立[16]
- 1970年（昭和45年）12月1日 - 松坂商事株式会社が、（初代）株式会社松坂屋ストアを吸収合併し、（2代目）株式会社松坂屋ストアに商号変更[17]。
- 1972年（昭和47年）11月29日 - 株式会社関東松坂屋ストアを設立[18]。
- 1973年（昭和47年）2月1日 - （2代目）株式会社松坂屋ストアより、株式会社関東松坂屋ストアが店舗の営業を継承[19]。
- 1974年（昭和49年）4月17日 - 東海銀行とミリオンカード、立石電機（現・オムロン）が共同で、当社竹の塚店で磁気カード利用による買い物サービスを開始[20]。
- 1991年（平成3年）12月 - 株式会社イリクストアーが、株式会社横浜松坂屋ストアに商号変更[16]。
- 1995年（平成7年）2月 - 株式会社関東松坂屋ストアが、株式会社横浜松坂屋傘下の株式会社横浜松坂屋ストアを買収。
- 2000年（平成12年）3月 - 株式会社中部松坂屋ストアへ合併。

### 愛知の沿革
- 1962年（昭和37年）11月 - サカエストア加木屋店を開店[21]
- 1967年（昭和42年）11月1日 - （初代）株式会社松坂屋ストアを設立[22]。
- 1970年（昭和45年）12月1日 - 松坂商事株式会社が、（初代）株式会社松坂屋ストアを吸収合併し、（2代目）株式会社松坂屋ストアに商号変更[17]。
- 1972年（昭和47年）12月 - 株式会社中部松坂屋ストアを設立。
- 1973年（昭和48年）2月1日 - （2代目）株式会社松坂屋ストアより、株式会社中部松坂屋ストアが店舗の営業を継承[19]。
- 2000年（平成12年）3月 - 株式会社関東松坂屋ストアを合併し、（3代目）株式会社松坂屋ストアとなる。

### 関東・中部合併以後
- 2008年（平成20年）9月1日 - 株式会社大丸ピーコックが、株式会社松坂屋ストア、株式会社横浜松坂屋ストア、野沢商事株式会社を吸収合併し、株式会社ピーコックストアに商号変更[7]。
- 2013年（平成25年） - J.フロントリテイリング所有のピーコックストア全株式がイオンに売却され、ピーコックストアはイオンマーケット株式会社に商号変更[23]。残存店舗がピーコックストアに切り替えられ、松坂屋ストアは消滅した。

## かつて存在した店舗
凡例：
- ◎：イオングループ入り（2013年4月1日）により「松坂屋ストア」の名称の利用を全面的に終了する時点で存続していた店舗。これらについては、以下のイオングループ入り直後のピーコックストア公式サイトの店舗一覧も参照：
  - 関東地区店舗リスト（2013年6月20日のアーカイブ）
  - 中部地区店舗リスト（2013年4月26日のアーカイブ）

### 愛知県

#### 名古屋市

##### 千種区
- ◎本山店（1969年（昭和44年）10月15日開店[24]）

本山駅1番出口と直結
1981年（昭和56年）1月26日に全面改装し、新装開店。
2014年4月1日付でマックスバリュ中部（現・マックスバリュ東海）へ移管、現：マックスバリュ本山店。
- ◎月見ヶ丘店（千種区法王町2-5[27]、1970年（昭和45年）10月10日開店[17][28]）

月見ヶ丘マンション内に開設された「ルナプラザ」への出店で深夜0時までの夜間営業を開業時から行っていた。
1978年（昭和53年）4月に改装・増築して新装開店。
イオングループ入りし「ピーコックストア」となったのちの2014年3月31日をもって閉店。

##### 名東区
- ◎藤が丘店（名東区藤が丘171[27]、1970年（昭和45年）10月14日開店[17]）

売場面積1,608m2→2,830m2。
藤が丘駅前の公団住宅の1階への出店。
1977年（昭和52年）6月2日に改装・増築し、売場面積2,830m2として新装開店。
1980年（昭和55年）5月1日に愛知県の県民サービスセンターが開設された。
- ◎本郷店（名東区本郷2-131[27]、1976年（昭和51年）11月18日開店[33]）

売場面積889m2。
本郷駅前のマンション「本郷ハイツ」1階への出店で、専門店街（2階）や80台収容の駐車場を併設していた。
2014年4月1日付でマックスバリュ中部へ移管され、マックスバリュ本郷店となったものの、2019年6月30日に閉店、入居していたマンションも解体された。
同所には新たにマンションが建設され、同建物内の商業施設部には「クリエイト名古屋本郷駅前店」が出店した。
- 一社店（名東区高社2-129[27]、1977年（昭和52年）11月18日開店[31]）

売場面積1,575m2。
一社駅前の鉄骨平屋建てで北館と南館の2棟構成での出店で、100台収容の駐車場を併設していた。
東山通（愛知県道60号名古屋長久手線）沿いの南館は解体され、跡地にギガス（現在はケーズデンキ）一社店が建てられた。

##### 中区
- ◎千代田店（中区千代田4丁目13-1[38]、2006年（平成18年）8月25日開店[38]）

売場面積1,573m2。
2014年4月1日付でマックスバリュ中部（現・マックスバリュ東海）へ移管、現：マックスバリュ千代田店。

##### 昭和区
- 前山店（昭和区前山町1-19[27]、1969年（昭和44年）3月1日開店[24]）

売場面積464m2。

##### 天白区
- ◎平針店（天白区原4-206[39]、1982年（昭和57年）3月開店[39]）

売場面積2,349m2。
2014年4月1日付でマックスバリュ中部へ移管後、2017年9月9日に「マックスバリュ平針店」から「ザ・ビッグ エクスプレス平針店」へ転換、2019年6月1日にイオンビッグへ移管。

##### 緑区
- 鳴子店（緑区鳴子町4-29[27]、1970年（昭和45年）11月18日開店[17]）

売場面積781m2。

#### 尾張（名古屋市以外）地区

##### 東海市
- サカエストア加木屋店（東海市加木屋町東島田14-1[3]、1962年（昭和37年）10月21日開店[42]）

売場面積208m2。
取扱商品：食料品・衣料品・雑貨。
- サカエストア上野台店（東海市富木島町新藤塚1[3]、1964年（昭和39年）3月8日開店[43]）

売場面積297m2。
取扱商品：食料品・衣料品・雑貨。

##### みよし市
- ◎三好店（西加茂郡三好町大字三好字上ヶ池11-4[44]、1996年（平成8年）11月開店[44]）

売場面積1,132m2。
2014年4月1日付でマックスバリュ中部へ移管、マックスバリュ三好店となったものの、同年11月30日に閉店した。

##### 春日井市
- 藤山台店（春日井市白山町字高森1854[46]、1968年（昭和43年）5月17日開店[46][47]）

売場面積500m2。
取扱商品：食料品・衣料品・雑貨。
高蔵寺ニュータウン内に開設の株式会社松坂屋ストア1号店。
- 高森台店（春日井市白山町1856-2[27]、1973年（昭和48年）3月27日開店[19]）

売場面積1,000m2。

##### 瀬戸市
- ◎菱野店（瀬戸市原山台1[27]、1972年（昭和47年）11月25日開店[19]）

売場面積1,458m2。
愛知県住宅供給公社の建設した「菱野団地」のセンタービルの核店舗として出店していた。
イオングループ入りし「ピーコックストア」となったのちの2014年3月31日をもって閉店。

### 三河地区
- 豊田店（豊田市西町5-5[49][27]、1969年（昭和44年）10月25日開店[49][24][50] - ?閉店）

敷地面積約3,482m2、鉄筋コンクリート造地下1階地上4階建て塔屋2階、延べ床面積約11,458m2、店舗面積約6.507m2（直営店舗面積約1,418m2 → 約1,467m2）、駐車台数約300台。
カシマゴや板倉金物店が中心となって建設した地下1階・地上4階建て延床面積約9,900m2の「豊田タウン」（カシマゴビルディング）の核店舗として出店。
- 岡崎店（岡崎市康生通西3-15-6[52][52]、1972年（昭和47年）10月5日開店[53] - ?閉店）

敷地面積約8,233m2、鉄骨鉄筋コンクリート造地下1階地上5階建て塔屋2階、延べ床面積約24,675m2、店舗面積約4,667m2（直営店舗面積約1,151m2 → 約1,110m2）、駐車台数約601台。
松坂屋岡崎店の北側に建設されたパークモールセルビの地下1階へ出店した店舗で、地下通路で松坂屋岡崎店と連絡していた。

#### 東京都

##### 大田区
- 大岡山店（大田区北千束町401[15]、1959年（昭和34年）6月開店[15] - 1964年（昭和39年）閉店[54]）

売場面積1,177m2。
取扱商品：食料品・衣料品・雑貨。
株式会社サカエストア1号店。

##### 足立区
- フレンドマート竹の塚店（足立区竹の塚6-7-101[55]、1965年（昭和40年）11月6日開店[56]）

売場面積1,787m2。
取扱商品：食料品・衣料品・雑貨。
1977年（昭和52年）11月18日に全面改装し、新装開店。

##### 目黒区
- フレンドマート恵比寿店（目黒区恵比寿南2-3-12[27]、1969年（昭和44年）6月21日開店[24]）

売場面積1,170m2。
取扱商品：食料品・雑貨。

##### 板橋区
- 仲宿店（1970年（昭和45年）6月25日開店[58][59]）

板橋宿の本陣跡に出店していた
- ◎高島平店（板橋区高島平2-33-1[27]、1972年（昭和47年）4月1日開店[61]）

売場面積2,757m2。
高島平団地のショッピングセンターの核店舗として出店した。

##### 江東区
- ◎大島店（江東区大島6-1-8[27]、1970年（昭和45年）7月5日開店[17][63]）

売場面積957m2。
日本住宅公団の大島団地内に出店した。

#### 神奈川県

##### 横浜市
- 磯子店（横浜市磯子区汐見台1-6[64]、1963年（昭和38年）7月28日開店[64]）

売場面積1,638m2 → 2,332m2。
取扱商品：食料品・衣料品・雑貨。
- ◎洋光台店（横浜市磯子区洋光台3-13-1[66]、1970年（昭和45年）12月1日開店[67]）

売場面積1,873m2。
- 片倉町店（横浜市神奈川区片倉町170[69]、1978年（昭和53年）10月開店[69]）

売場面積974m2。
- ◎本郷台駅前店（横浜市栄区小菅谷町2000-12[69]、1973年（昭和48年）11月開店[69]）

売場面積1,407m2。
- 霧が丘店（横浜市緑区霧が丘5-25-1[70]（旧・十日市場町2333[69]）、1981年（昭和56年）3月開店[69]）

売場面積1,090m2。
- 緑店（横浜市緑区竹山3-1-7[70]、1971年（昭和46年）3月8日開店[71][72]）

延べ床面積約2,202m2、売場面積1,065m2 → 1,564m2。
- 野庭店（横浜市港南区野庭町611[73]、1973年（昭和48年）11月開店[68][73]）

売場面積1,099m2。
野庭団地内に出店した。
- 南戸塚店（横浜市戸塚区上郷町1216[69]、1977年（昭和52年）11月開店[69]）

売場面積434m2。

##### 厚木市
- 厚木店（厚木市緑ヶ丘2-1-3[71][64]、1963年（昭和38年）11月15日開店[71][64]）

売場面積346m2 → 435m2。
取扱商品：食料品・雑貨。
- ソニー売店（厚木市旭町4-14-1ソニー厚木工場内[75]、1963年（昭和38年）11月3日開店[75]）

売場面積173m2。
取扱商品：食料品・雑貨。

##### 相模原市
- 相模原店（相模原市相武台団地2-3-3[76]（旧・新磯野1252[64]）、1967年（昭和42年）5月1日開店[64][76]）

売場面積570m2。
取扱商品：食料品・雑貨。

##### 横須賀市
- 久里浜店（横須賀市ハイランド4-2-2[69]、1972年（昭和47年）5月開店[69]）

売場面積1,078m2。

#### 千葉県

##### 松戸市
- 常盤平店（松戸市常盤平2-24-2[77][78][79]、1960年（昭和35年）10月1日開店[77][1][78]）

売場面積947m2。
取扱商品：食料品・衣料品・雑貨。
常盤平団地に出店した。

##### 柏市
- ◎豊四季店（柏市豊四季向原937-1[78][79]、1964年（昭和49年）4月21日開店[78] - ?）

売場面積686m2。
取扱商品：食料品・衣料品・雑貨。

##### 市川市
- 市川ショッピングセンター（市川市市川1-5[80]、1971年（昭和46年）4月26日開店[80][81]）

売場面積約4,619m2 → 約5,824m2。
市川駅前の商店街の一角に出店した総合スーパー型の大型店。
1977年（昭和52年）3月に松坂屋が継承して改装し、「松坂屋市川店」として新装開店した。

#### 埼玉県
- 越谷店（越谷市越ヶ谷2-7-8[3][82]、1969年（昭和44年）4月25日開店[83]）

売場面積1,140m2。
取扱商品：食料品・雑貨。

#### 大阪
- 京阪天満ストア（大阪市、1963年（昭和38年）4月16日開店[43] - 1966年（昭和41年）7月20日閉店[84]）
- パルテ京橋店（大阪市都島区東野田町2-1-38[27]、1970年（昭和45年）4月15日開店[59]）

売場面積274m2。
京阪京橋駅の京阪ショッピングモール3階へ出店した洋品雑貨のバラエティストア。